# Md5sum
md5sum – program komputerowy służący do obliczania i weryfikacji funkcji skrótu algorytmem MD5.
Program md5sum generuje z dowolnego ciągu danych 128-bitowe sumy kontrolne. Opisuje to specyfikacja RFC1321. Skrót MD5 lub suma kontrolna jest używana jako cyfrowy odcisk pliku (z ang. digital fingerprint). Jest bardzo mało prawdopodobne, że dwa różne pliki istniejące w świecie rzeczywistym będą miały taką samą wartość skrótu MD5. Jednak w przypadku wszystkich takich algorytmów teoretycznie istnieje nieograniczona liczba plików, które będą miały ten sam skrót MD5. W 2004 roku znaleziono sposób na generowanie kolizji MD5. Prawie każda zmiana w pliku spowoduje, że jego suma kontrolna MD5 również się zmieni. Skrót MD5 jest powszechnie używany do weryfikowania integralności plików. To znaczy pozwala on zweryfikować, że plik nie został zmieniony z powodu transferu plików, błędu dysku itd.
Program md5sum jest instalowany domyślnie w większości systemów uniksopodobnych, takich jak Unix i Linux lub w warstwie kompatybilności. BSD (w tym  Mac OS X) mają podobne narzędzia zwane md5. Dla systemu Microsoft Windows też istnieje aplikacja md5.

## Składnia wywołania
```
$
 
md5sum
 
[
opcje
]
 
<plik>

```

Opcje:
- -b, --binary – praca programu w trybie binarnym
- -c, --check – weryfikacja pliku
- -t, --text – praca programu w trybie tekstowym
- -help – wyświetlenie pomocy do programu
- -version – wyświetlenie wersji programu

## Sprawdzanie poprawności pliku
Aby sprawdzić, czy dany plik jest prawidłowy, należy przekazać dane wyjściowe poprzedniego md5sum i uruchomić go z przełącznikiem -c. W związku z tym należy wykonać dwa następujące kroki:
1. Obliczyć sumę MD5 i zapisać ją w pliku:
```
$
 
md5sum
 
plik
 
>
 
plik.md5

```

2. Sprawdzić poprawność:
```
$
 
md5sum
 
-c
 
plik.md5

```

Jeśli plik nie jest obecny, albo parametr pliku zostanie pominięty, to program odczyta dane z wejścia standardowego. Nie można obliczyć sumy kontrolnej dla całego katalogu. Można rekursywnie sprawdzić każdy plik. Są na to dwa sposoby:
- Należy znaleźć pliki w połączeniu z md5sum:

```
find -s katalog - type f -print0 | xargs -0 md5sum >> plik.md5
```

lub
```
find -s katalog - type f -exec md5sum {} \; >> plik.md5
```

Sumy kontrolne wszystkich plików będą przechowywane wewnątrz katalogu w pliku plik.md5. Następnie można je sprawdzić w katalogu przez skopiowane tego pliku. Przejdź do lokalizacji katalogu skopiuj plik i uruchom:
```
md5sum /path/to/plik.md5 - c
```

- Można zainstalować program md5deep, w którym jest opcja cykliczna:

```
md5deep - rl katalogu > plik.md5
```

następnie postępować jak wyżej.